# Lesotho Correctional Services FC
Lesotho Correctional Services Football Club w skrócie Lesotho Correctional Services FC – sotyjski klub piłkarski grający w pierwszej lidze sotyjskiej, mający siedzibę w mieście Maseru. Wcześniej nosił nazwę Lesotho Prisons Service FC.

## Sukcesy
- I liga[1]:
  - mistrzostwo (6):  2000, 2002 (jako Lesotho Prisons Service), 2007, 2008, 2011, 2012.

## Występy w afrykańskich pucharach
| Sezon | Rozgrywki     | Runda   | Kraj              | Klub                        | Dom | Wyjazd | Dwumecz |
| ----- | ------------- | ------- | ----------------- | --------------------------- | --- | ------ | ------- |
| 2008  | Liga Mistrzów | 1       | Południowa Afryka | Platinum Stars FC           | 1–0 | 0–4    | 1–4     |
| 2012  | Liga Mistrzów | 1       | Uganda            | Uganda Revenue Authority SC | 0–3 | 0–0    | 0–0     |
| 2013  | Liga Mistrzów | wstępna | Zimbabwe          | Dynamos FC                  | 1–0 | 0–3    | 1–3     |

## Stadion
Domowe mecze klub rozgrywa na stadionie o nazwie LCS Field w Maseru, który może pomieścić 1000 widzów.